# Новые Кошары
Но́вые Коша́ры (укр. Нові Кошари) — село в Люблинецкой поселковой общине Ковельского района Волынской области Украины.
Код КОАТУУ — 0722189304. Население по переписи 2001 года составляет 158 человек. Почтовый индекс — 45033. Телефонный код — 3352.